# Josef Heger (politik)
Josef Heger byl československý politik německé národnosti a meziválečný senátor Národního shromáždění ČSR za Sudetoněmeckou stranu (SdP).

## Biografie
Profesí byl dělníkem v Boškově.
Po parlamentních volbách v roce 1935 měl získat senátorské křeslo v Národním shromáždění jako náhradník poté, co v říjnu 1935 rezignoval senátor Josef Hocke. Mandát ale nepřevzal a v senátu místo něj usedl Gustav Mayr.